# メンディヒ
メンディヒ (独: Mendig)はドイツ連邦共和国 ラインラント＝プファルツ州マイエン＝コブレンツ郡にある市。マイエンの北東約6km、コブレンツの西25kmに位置している。
メンディヒ連合自治体 (独: Verbandsgemeinde Mendig) の行政庁所在地である。

## 姉妹都市
- - イエール (Yerres)　（フランス）